# Мартінус Віллем Беєрінк
Мартінус Віллем Беєрінк (англ. Martinus Willem Beijerinck; 16 березня 1851, Амстердам — 1 січня 1931, Горссел) — нідерландський мікробіолог та ботанік.
Він навчався у Лейденському університеті, згодом працював викладачем мікробіології в аграрній школі у Вагенінгені (зараз Вагенінгенський університет), а згодом у політехнічній вищій школі в Делфті (зараз Делфтський технічний університет), де став одним з засновників Делфтської школи мікробіологів.
Беєрінк знаний завдяки відкриттю симбіотичних діазотрофів (азотфіксуючих бактерій) (1888 рік), вільноживучих аеробних азотфіксуючих бактерій роду Azotobacter (1901 рік), сульфатредукуючих бактерій Spirillum desulfuricans, також він розробив метод культур накопичення, вивчав ґрунтову мікробіологію та зв'язок мікроорганізмів із родючістю ґрунтів, був одним із засновників (разом з С. М. Виноградським) екологічної мікробіології.
Також він був одним із засновників вірусології, у 1898 році він виявив віруси шляхом мікрофільтрації заражених вірусом тютюнової мозаїки тканин рослин та показав, що інфекційний агент менший від бактерій та проходить через пори фільтру. Він першим використав термін «вірус», хоча і вважав, що вірус є рідкою хімічною сполукою — цю теорію спростував пізніше Венделл Стенлі.

### Наукова кар'єра
Його вважають одним із засновників вірусології. 1898 року він опублікував результати експериментів з фільтрацією, які продемонстрували, що хвороба тютюнової мозаїки спричинена інфекційним агентом, меншим за бактерію.
Його результати відповідали аналогічним спостереженням Дмитра Івановського в 1892 році. Подібно Івановському до нього та Адольфу Майєру, попереднику у Вагенінгені, Беєрінк не міг культивувати фільтруваний інфекційний агент; однак він зробив висновок, що агент може розмножуватися і розмножуватися в живих рослинах. Він назвав новий збудник вірусом, щоб вказати на його небактеріальну природу. Беєрінк стверджував, що вірус був дещо рідким за своєю природою, називаючи його «contagium vivum fluidum» (заразна жива рідина). Тільки перші кристали вірусу тютюнової мозаїки (ВТМ), отримані Венделлом Стенлі в 1935 році, перші електронні мікрофотографії ВТМ, зроблені в 1939 році, і перший рентгенівський кристалографічний аналіз ВТМ, проведений в 1941 році, довели, що вірус є частинками..
Фіксація азоту, процес, за допомогою якого двоатомний газоподібний азот перетворюється на іони амонію і стає доступним для рослин, також досліджувався Беєрінком. Бактерії здійснюють азотфіксацію, оселяючись всередині кореневих бульб деяких рослин (бобових). На додаток до відкриття біохімічної реакції, життєво важливої для родючості ґрунту та сільського господарства, Беєрінк показав цей архетиповий приклад симбіозу між рослинами та бактеріями.
Беєрінк відкрив феномен бактеріального сульфатредукції, форму анаеробного дихання. Він дізнався, що бактерії можуть використовувати сульфат як кінцевий акцептор електронів замість кисню. Це відкриття справило важливий вплив на наше сучасне розуміння біогеохімічних циклів. Spirillum desulfuricans, тепер знаний як Desulfovibrio desulfuricans, перша відома сульфатредукуючу бактерію, виділив та описав Беєрінк.
Беєрінк винайшов культуру збагачення, фундаментальний метод вивчення мікробів з навколишнього середовища. Йому часто невірно приписують ідею мікробної екології про те, що «все є скрізь, але середовище вибирає», про що заявив Лоренс Баас Бекінг.

### Наукова література
Beijerinck, M. W. (1898). "Über ein Contagium vivum fluidum als Ursache der Fleckenkrankheit der Tabaksblätter". Verhandelingen der Koninklijke akademie van Wetenschappen te Amsterdam 65: 1–22.